# S.I.D.E.S.
S.I.D.E.S. è il secondo album in studio della cantante tedesca Alice Merton, pubblicato il 17 giugno 2022 dalla Paper Planes.

## Tracce
1. Loveback – 3:39 (Alice Merton, Tim Morten Uhlenbrock)
2. Island – 3:10 (Alice Merton, Tim Morten Uhlenbrock)
3. Future – 3:50 (Alice Merton, Jules Kalmbacher, Jens Schneider)
4. Same Team – 3:33 (Alice Merton, Jules Kalmbacher, Jens Schneider, Tim Morten Uhlenbrock)
5. Blurry – 3:32 (Alice Merton, Tim Morten Uhlenbrock)
6. Everything – 3:51 (Alice Merton, Beatgees)
7. Blindside – 3:40 (Alice Merton, Tobias Kuhn)
8. Shiny Things – 2:08 (Alice Merton, Christian Neander)
9. 100 Stories – 3:43 (Alice Merton, Christian Neander)
10. Hero – 2:27 (Alice Merton, Jonny Coffer)
11. Mania – 2:59 (Alice Merton, Jenn Decilveo)
12. Vertigo – 3:08 (Alice Merton, Stephen Kozmeniuk)
13. Breathe In, Breathe Out – 1:40 (Alice Merton, Christian Neander)
14. Letting You Know – 3:37 (Alice Merton, Moritz Pirker)
15. The Other Side – 3:30 (Alice Merton, Jonny Coffer)

## Classifiche
| Classifica (2022) | Posizione massima |
| ----------------- | ----------------- |
| Germania          | 28                |